# 키 프레임
영화 제작에서 키 프레임(key frame) 또는 키프레임(keyframe)은 부드러운 전환의 시작점과 끝점을 정의하는 그림 또는 장면(shot)이다. 이것들을 프레임들(frames)로 부르는 이유는 이들의 시점을 필름 스트립 또는 디지털 비디오 편집에서 프레임으로 측정하기 때문이다. 일련의 키 프레임은 어떠한 움직임을 시청자가 보게 될지를 정의하는 반면 영화, 비디오, 애니메이션상의 키 프레임의 위치는 움직임의 타이밍을 정의한다.